# Črmenica
Črmeníca (v starejših virih tudi Čermenica) je levi pritok Drave iz vzhodnega dela Kozjaka pri Ožbaltu. Izvira v gozdnati grapi na vzhodni strani širokega slemena z vaškim središčem Kaple na Kozjaku in teče najprej proti jugovzhodu skozi razloženo naselje Spodnja Kapla. Pri Gradišču na Kozjaku se obrne proti jugu in nato jugovzhodu ter teče po ozki dolini vse do izliva v Dravo pri Ožbaltu.
Zgornji del doline do Gradišča je razmeroma širok z ravnim dolinskim dnom in položnejšimi pobočji, dolvodno od Gradišča je dolina ožja, le mestoma je do 100 m široko dolinsko dno, na izlivih pritokov so ponekod izraziti vršaji. Iz okoliškega hribovja se vanjo stekajo številni majhni potoki iz strmih grap, med katerimi sta najdaljši Hojnčeva grapa z leve in Adamov graben z desne strani.
Očitna razlika v izoblikovanosti površja med zgornjim in spodnjim delom doline je posledica različne kamninske zgradbe. Zgornji del doline je v srednjemiocenskih peščenjakih in peščenem laporju (t. i. ivniške plasti), spodnji del doline v metamorfnih kamninah (predvsem blestnik in amfibolit).
Potok teče ves čas po naravni strugi, le na nekaj mestih so bili izvedeni manjši posegi v zvezi s cesto po dolini. V zgornjem toku teče po lastnih naplavinah, na obeh straneh jo spremlja razmeroma široka naplavna ravnica. V spodnjem delu pod Gradiščem se menjavajo odseki v lastnih naplavinah, kjer je ob strugi tudi nekaj ravnega sveta, in odseki v živoskalni podlagi, kjer ima potok tudi večji strmec. V dolinskem dnu so večinoma travniki, strma pobočja spodnjega dela doline so skoraj v celoti pod gozdom.
Spodnji del doline je bil v preteklosti večinoma neposeljen, v zgornjem, širšem delu so bile številne kmetije, ob potoku pa žage in mlini. Med obema svetovnima vojnama je bilo na Črmenici kar »24 žag in mnogo mlinov«, ki so po drugi svetovni vojni drug za drugim zamrli. Po dolini vodi asfaltirana cesta Ožbalt–Gradišče–Kapla, v spodnjem delu doline je manjša ribogojnica.
Zgornji del porečja Črmenice nad Gradiščem in celotna struga potoka sta vključena v območje Natura 2000 (Vzhodni Kozjak), celotna struga potoka je tudi evidentirana kot naravna vrednota lokalnega pomena, tako zaradi ohranjenosti struge kot živega sveta v potoku. V zgornjem delu doline so ponekod manjša mokrišča in vlažni travniki, ki so pomemben habitat ogroženega metulja (travniški postavnež; Euphydryas aurinia), ob potoku živijo kačji pastirji (mdr. veliki studenčar; Cordulegaster heros), v potoku pa poleg rib tudi rak koščak (Austropotamobius torrentium).